# FEBA-подход
FEBA-подход, (англ. Factor Endogenous Behavior Aggregation approach) — подход к  кластеризации кредитного портфеля путем выделения групп контрагентов, принадлежащих к разным типам поведенческой реакции. Разработан в 2009 году в рамках обсуждения изменений в Базель II и выработки действенных методов управления рисками концентрации.
FEBA-подход предусматривает использование каузального фактора - обменного курса национальной валюты. Выделяются шесть основных типов портфелей на основе предполагаемых ответных реакций контрагентов на рыночные факторы:
- DL — кредиты для предприятий отечественного рынка в местной валюте;
- DF — кредиты для предприятий отечественного рынка в иностранной валюте;
- IL — кредиты для импортеров в местной валюте;
- IF — кредиты для импортеров в иностранной валюте;
- EL — кредиты для экспортеров в местной валюте;
- EF — кредиты для экспортеров в иностранной валюте.[1]

## Применение
FEBA-подход используется в проактивном портфельном управлении и мониторинге банковских активов. Как отметила аналитическая компания Roubini Global Economics, «FEBA-подход может быть полезен для управления кредитным портфелем банка — по принципу активного управления концентрацией риска и контроля прибыли относительно риска».  FEBA-подход может использоваться для построения банковских систем раннего оповещения о возможных рисках погашения кредитов заемщиками и в рамках МСФО (IFRS 9) «Финансовые инструменты». При этом острота поведенческих реакций клиентов банка определяется степенью их лояльности организации и требует учета как со стороны пассивов банка, так и со стороны его активов.
FEBA-подход используется в медицинском менеджменте. В рамках Системы аудита лояльности пациентов сопоставляются результаты оценки удовлетворенности групп клиентов с достигнутым результатом — совокупным уровнем лояльности, коррелированным с доходностью организации.